# Stigbygeln
Stigbygeln (latin: stapes) är ett ben i örat som medverkar till att förstärka ljudet och är tillsammans med hammaren och städet ett av örats tre hörselben, vilka finns i mellanörat. Stigbygeln är kroppens minsta ben och storleken motsvarar ett riskorn.
Stigbygeln är endast 5 mm lång. Hos andra högre djur som inte är däggdjur är stigbygeln det enda hörselbenet.